# C'est en septembre
Albums de Gilbert Bécaud
Olympia 77
(1977) Olympia 80
(1980)
C'est en septembre est un album studio 33 tours de Gilbert Bécaud, sorti en 1978. (Pathé Marconi / EMI 2 C 070-14665). Il contient dix nouveaux titres. Les orchestrations sont de Gilbert Bécaud, Christian Gaubert et Philippe Bécaud et la réalisation de Gaya Bécaud.
La chanson "C'est en septembre" est un hommage à la Provence natale de G. Bécaud ; c'est la saison où les touristes sont partis et où il retrouve son "chez-soi" au bord de la Méditerranée. Cette chanson est retenue par le magazine parmi les 10 les plus réussies de l'artiste. Elle a été reprise par Julien Clerc en 2011, à l'occasion de la commémoration de la 10e année  après la disparition de G. Bécaud. "C'est en septembre" est la reprise en français de la chanson "September Morn" de Neil Diamond.

## Face A
1. C'est en septembre (Neil Diamond, Maurice Vidalin/Gilbert Bécaud) [3 min 46 s]
2. Sur Terre rien de nouveau (Louis Amade/Gilbert Bécaud) [4 min 19 s]
3. Un instant d'éternité (Claude Lemesle/Gilbert Bécaud, Michael Kunze) [3 min 20 s]
4. Les Bandes chansonnées (Pierre Philippon/Gilbert Bécaud) [3 min 33 s]
5. De quoi demain sera-t-il fait ? (Maurice Vidalin/Gilbert Bécaud) [3 min 40 s]

## Face B
1. C'est différent la nuit (Pierre Philippon/Gilbert Bécaud) [3 min 50 s]
2. Le Train d'amour (Serge Lama/Gilbert Bécaud) [4 min 50 s]
3. Le Train de la vie (Pierre Philippon/Gilbert Bécaud) [3 min 03 s]
4. Cette chanson (Claude Lemesle/Gilbert Bécaud) [3 min 55 s]
5. Quand on n'a pas ce qu'on aime (Pierre Philippon/Gilbert Bécaud) [3 min 12 s][6]

## Version CD sur le coffretL'Essentiel(2011)
45T de 1977
- 11. On a besoin d'un idéal (Louis Amade/Gilbert Bécaud)
- 12. L'Indifférence (Maurice Vidalin/Gilbert Bécaud)

45T de 1978
- 13. Quand j'serai plus là (Claude Lemesle/Gilbert Bécaud)

45T de 1979
- 14. So Far Away from Courbevoie (Pierre Delanoë/Gilbert Bécaud)
- 15. Le Pommier à pommes (Pierre Delanoë/Gilbert Bécaud)
- 16. Mai 68 (Pierre Delanoë/Gilbert Bécaud)
- 17. Au revoir (Maurice Vidalin/Gilbert Bécaud)

45T de 1980
- 18. La Chanson du cocu (Maurice Vidalin/Gilbert Bécaud)
- 19. Credo (Pierre Delanoë/Gilbert Bécaud)

45T de 1981
- 20. L'amour est mort (avec Ireen Sheer) (Neil Diamond, Maurice Vidalin/Gilbert Bécaud)
- 21. Vahiné des vahinés (Claude Lemesle/Gilbert Bécaud)

## Versions internationales
- Anglais : September Morn (Neil Diamond, 1979)
- Danois : September morgen (Peter Belli, 1986)
- Espagnol : Septiembre amor (Chico Novarro, 1982)
- Hongrois : Szeptember volt (Iván Bradányi, 1981)
- Islandais : Septembernótt (Karl Ágúst Úlfsson, 1981)
- Italien : Sarà settembre (Andrea Bocelli, 2013)
- Néerlandais : Na de zomer (Koen Crucke, 2004)
- Néerlandais : September dauw (Suzy Baels, 2016)